# Diario de Navarra
Diario de Navarra è un quotidiano spagnolo fondato a Pamplona nel 1903.

## Storia
Sorto per iniziativa di un gruppo di 56 imprenditori della zona, il primo numero del Diario de Navarra uscì il 3 gennaio 1903.
Nel corso degli anni il quotidiano ha sempre mantenuto una linea editoriale di orientamento conservatore e favorevole al mantenimento del regime foralista della Navarra.
Il 7 maggio 1968 la sua edizione fu sequestrata, così come quella dell'altro quotidiano pamplonese, El Pensamiento Navarro, per aver riprodotto il discorso di Auxilio Goñi Donázar ai cosiddetti eventi di Montejurra.
Il 22 agosto 1980 il direttore José Javier Uranga Santesteban, sostenitore di una Navarra fedele alla Spagna e fuori da un Euskadi indipendente, rimase ferito in un attentato orchestrato dall'ETA. 